# Lac de L'Assomption
Le lac de l'Assomption est un lac situé dans le parc national du Mont-Tremblant secteur de l'Assomption, dans la Municipalité de Saint-Guillaume-Nord située dans la région administrative de Lanaudière, au Québec, au Canada. Il est la source de la rivière L'Assomption. 

## Loisirs
Le lac est entouré d'une piste cyclable en poussière de roche sur une distance de sept kilomètres. Le trajet a un faible dénivelé.
De plus, on y trouve non loin de là, une randonnée de 2.92km d'une durée d'environ 1h00.